# Sarasvati Mons
Il Sarasvati Mons è una struttura geologica della superficie di Venere.